# Геррейро, Рожер
Рожер Геррейро (порт. Roger Guerreiro; 25 мая 1982, Сан-Паулу) — бразильско-польский футболист, полузащитник. С 2008 по 2011 годы выступал за сборную Польши.

## Карьера

### Клубная карьера
Первым клубом в карьере Рожера был «Сан-Каэтано», где он играл около двух лет. В 2002 году его пригласил один из лучших клубов страны, «Коринтианс». Закрепиться в составе «Тимао» Геррейро не удалось, за время пребывания в клубе он провёл всего шесть матчей в лиге, зато выиграл свой первый во взрослой карьере трофей — Кубок Бразилии. В 2004 году был основным игроком «Фламенго», внеся немалый вклад в успех команды в Лиге Кариока. После этого его приобрела испанская «Сельта». В сезоне 2004/05 Рожер провёл 13 матчей в лиге за клуб из Виго и по окончании сезона ушёл в «Жувентуде», считая это игровое время недостаточным. После кратковременного пребывания на родине его пригласила в свой состав «Легия». В сезоне 2005/06 Геррейро стал чемпионом Польши, однако играл нерегулярно (13 игр, 3 гола). В последующие сезоны стал одним из лидеров варшавской команды, становился в её составе обладателем Кубка и Суперкубка страны, неоднократным призёром польского первенства. В конце августа 2009 года Рожер перешёл в АЕК.

### Выступления за сборную
Рожер получил польское гражданство 17 апреля 2008 года. Он быстро завоевал место в составе сборной Польши под руководством Лео Бенхаккера. Дебют натурализованного бразильца в команде состоялся в матче против Албании 27 мая 2008 года.
12 июня 2008 Рожер забил сбой первый гол за сборную Польши на 30-й минуте игры против Австрии во втором матче группы Б на Евро-2008. Это был первый гол сборной Польши на чемпионатах Европы за всю её историю.

## Достижения
«Коринтианс»
- Обладатель Кубка Бразилии: 2002
- 2-е место (выход в финал) в чемпионате Бразилии: 2002

«Фламенго»
- Обладатель Кубка Гуанабара: 2004
- Чемпионат штата Рио-де-Жанейро: 2004

«Легия»
- Чемпион Польши: 2005/06
- 2-е место в чемпионате Польши: 2007/08, 2008/09
- 3-е место в чемпионате Польши: 2006/07
- Обладатель Кубка Польши: 2007/08
- Обладатель Суперкубка Польши: 2008

АЕК
- Обладатель Кубка Греции: 2011